# 이호백
이호백(1962~)은 한국의 그림책 작가이며 그림책 출판사 ‘재미마주’의 대표이다. <세상에서 가장 힘 센 수탉>, <도대체 그동안 무슨 일이 일어났을까?>, <토끼탈출>, <한글이 된 친구들> 등의 대표작을 남겼다. 그의 대표작 <도대체 그동안 무슨 일이 일어났을까?>은 뉴욕타임즈 ‘2003 최우수 그림책(Best Illustrated Books)’으로 선정되었다.

## 생애
1962년 서울에서 출생하였다. 서울대 산업미술학과 학사 과정과 고려대 신문방송대학원을 졸업한 후 파리 제2대학 커뮤니케이션과 이미지 인스티튜드(IMAC)를 수료했다. 그는 1994년 어린이 책 기획 및 출판사 ‘재미마주’를 설립했다. ‘재미마주’는 ‘재미를 마주한다’라는 한글의 뜻과 동시에 ‘J’aimimage‘ ’나는 그림을 좋아한다‘라는 불어의 뜻을 가지고 있다. 이호백 작가는 현재 출판사 운영과 함께 어린이 책과 전시 등 어린이 문화 전반의 기획자로서 활동하고 있다.

## 경력
<도대체 그동안 무슨 일이 일어났을까?>(2010)는 전 세계 7개 국어로 번역되었으며, 2003 뉴욕타임스 우수도서, 2012 스웨덴 어린이 도서협의회가 수여하는 피터팬 상을 수상하였다. 또한 그의 그림이 들어간 미국에서 발간된 <비빔밥 Bee Bim Bop>(글 린다 수 박 그림 이호백)은 지금도 미국의 주요 아시안 스토리 그림책 스테디셀러이다.
이호백은 한국의 그림 문화를 소개하기 위해 노력하고 있다. 그는 회화 작가를 발굴하는데 힘쓰고 있으며 한국의 그림 문화가 담긴 그림책 시리즈를 출간하고 있다. 또한, 출판사 재미마주에서 90년대 말 2000년대 초 한국의 그림책을 알리기 위해 프랑스 낭트에서 메모출판사의 프로젝트를 진행했다.

## 스타일
그는 토미 웅거러의 영향을 받아 그림책 작업을 시작하였다. 대표작 <도대체 그동안 무슨 일이 일어났을까?>를 살펴보면 그는 그림책의 소재를 일상에서 찾는다. 가족들이 집을 비운 밤 토끼가 집 안으로 들어와 아이들의 장난감을 가지고 놀고, 옷을 입어보는 등의 다양한 행동을 그려내고 있다. 토끼의 행동 묘사뿐만 아니라 토끼가 움직일 때마다 떨어뜨린 똥으로 아이들의 호기심을 이끌고 있다. 이와 같이, 아이들이 낯설지 않은 일상적이고 흥미로운 소재를 사용한다. 두 번째로, 그는 연필 스케치 후 콘테 작업과 마카, 수채화를 사용하고 있다. 목탄과 콘테로 흑백 표현을, 수채 물감을 통해 컬러감을 주어 상반된 대비를 주고 있는 특징을 가지고 있다.

## 수상
- 1999 IBBY 선정 우수도서 – 세상에서 제일 힘센 수탉
- 2003 뉴욕 타임즈 ‘2003 최우수 그림책(Best Illustrated Books) – 도대체 그동안 무슨 일이 일어났을까?
- 2012 스웨덴 국제어린이도서협의회 ‘피터팬 상’ 수상 – 도대체 그동안 무슨 일이 일어났을까?

## 작품
그림만 작업
- 2022 모기는 착하다 (글 조재훈, 그림 이호백), 재미마주 ISBN 9791192098012
- 2021 내 이름은 김치(글 코리 안 그림 이호백), 재미마주ISBN 9791185996943
- 2021 초롱이, 방긋 웃으로 왔어요 : 정선혜 제 2 동시집(동시 정선혜, 그림 이호백), 재미마주ISBN 9791185996936
- 2019 통일비빔밥 : 신현득 동시집 (동시 신현득 그림 이호백), 재미마주ISBN 9791185996837
- 2016 팀 탈러 : 팔아버린 웃음 (저자 Krüss, James 그림 이호백; 옮김 정미경), 논장
- 동남이의 자장 노래 (글 최일남 그림 이호백)/대교(2006)(글 최일남 그림 이호백)/nSF삼성출판사(2000)(글 최일남 그림 이호백), 삼성출판사(1996)ISBN 9788984142497

글만 작업
- 2022 영광의 모자이크 (글 이호백, 그림 이호연), 재미마주ISBN 9791192098067
- 2021 사람은 무엇으로 사는가? : 회화작품으로 감상하는 성경이야기 (글 이호백, 그림 이호연), 재미마주ISBN 9791185996899
- 2021 빛과 기호의 묵상 (글 이호백, 그림 이호연), 재미마주ISBN 9791192098005
- 2021 아파트(글 이호백 그림 이석연), 재미마주ISBN 9791185996912
- 2021 빨간 초코볼의 서울여행(글 이호백 그림 이석연), 재미마주ISBN 9791185996929
- 2019 토끼모자 (동시 이호백 그림 고경숙), 재미마주ISBN 9791185996790
- 2018 예수님, 지금, 여기에 (글 이호백, 그림 이호연), 재미마주ISBN 9791185996783
- 2018 숙제는 스스로 하자!(글 이호백 그림 정두나), 재미마주ISBN 9791185996738
- 2017 바람과 물과 빛 (글 이호백 그림 박인경), 재미마주ISBN 9791185996653
- 2017 그럼, 오렌지는? (글 이호백, 그림 이석연), 재미마주ISBN 9791185996646
- 2017 크레파스 생각 (글 이호백 그림 고경숙), 재미마주ISBN 9791185996622
- 2015 그림없는 화가, 곰 아저씨(글 이호백 그림 박예진), 재미마주ISBN 9791185996042
- 2015 하나에서 만까지 (글 이호백 그림 이응노), 재미마주ISBN 9791185996080
- 2015 예수님, 사랑의 예수님 : 회화작품으로 감상하는 성경 이야기(글 이호백 조용식, 그림 이호연), 재미마주ISBN 9791185996035
- 2014 우리 집 고양이 봄이 (글 이호백 그림 정경진), 재미마주
- 2014 빨간 초코볼의 서울여행(글 이호백 그림 이석연), 재미마주ISBN 9791185996929
- 2006 나의 아틀리에 (글 이호백, 그림 고경숙), 재미마주ISBN 9791185996905
- 2005 모기보시(모기는 착하다) (글 조재훈 그림 이호백), 재미마주
- 2005 Bee-bim bop, Clarion(Happer collins), USA
- 2003 토끼의 소원 (글 윤열수, 이호백), 재미마주ISBN 9788986565393
- 2001 우리집 고양이 봄이(글 이호백 그림 정경진), 논장ISBN 9788958075189
- 1997 세상에서 제일 힘센 수탉 (글 이호백 그림 이억배), 재미마주ISBN 9788986565041
- 1997 뽀끼뽀끼 숲의 도깨비(글 이호백 그림 임선영), 재미마주ISBN 9788986565010
- 1996 (코돌이의)돛단배(글 이호백 그림 박철민), 길벗어린이ISBN 9788986621228
- 1996 (코돌이의) 발 (글 이호백 그림 박철민), 길벗어린ISBN 9788986621235

글・그림 작업
- 2019 토끼탈출 : 이호백 아저씨의 이야기 그림책 (글・그림 이호백), 재미마주ISBN 9791185996820
- 2010 One night out(판권 기표제: 도대체 그 동안 무슨 일이 일어났을까?) (글・그림 이호백), 재미마주ISBN 9788986565331
  - 미국(케인밀러)/프랑스(파스텔)/일본어(헤본사)/이스라엘(젤트너)/스웨덴(베르흐)
- 2008 한글이 된 친구들 (글・그림 이호백), 재미마주ISBN 9788986565454
- 2000 도대체 그동안 무슨 일이 일어났을까?ISBN 9788986565331
- 1999 도시로 간 꼬마 화가(글・그림 이호백), 재미마주
- 1996 쥐돌이는 화가 (글・그림 이호백), 비룡소ISBN 9788949100449
- 1995 쌀 한톨로 장가든 총각(글・그림 이호백), 길벗ISBN 9788975606069
- 1994 아빠는 놀이터 (글・그림 이호백), 삼성출판사

ISBN 9788915000292

## 활동
- 1995 한국의 어린이책 전 ‘한국의 발견’ (프랑스 퐁피두센터, 주불 한국문화원후원) 삼성어린이박물관과 공동 기획/진행 exposition decouvrir la coree : livres et illustrations pour enfants (centre culturel coreen, centre georges pompidou)
- 1996 제 1회 KBBY 어린이책 전시회 : 세계의 그림책 우리의 그림책 (멀티슬라이드 쇼, 연세대 박물관), (1996.3.25.~4.2)
- 1997 그림읽기 책보기 전 ([1]보다갤러리) 기획 / 전시
- 1999 어린이와 함께 하는 문화행사([2]서대문문화체육회관) 기획 / 진행 / 전시
- 2000 미디어 시티 인 서울의 디지털 엘리스에 ‘노란 우산’이란 타이틀의 멀티슬라이드 쇼 제작 / 상영([3]서울시립미술관)
- 2005~2008[4]파주출판도시[5]어린이책잔치 행사 총괄 디렉션 “꿈꾸는 헝겁, 생각하는 종이”(프랑스[6]루이지 마리 뀌몽, 일본[7]가츠미 고마가타 초청 특별전”, “프랑스 예술적인 어린이 책 컬렉터 그룹 ‘곰세마리’ 특별전”, “그래픽으로 만나는 해방 후 한국의 어린이 책의 역사” 외 다수의 전시와 문화행사 기획 및 아트디렉션
- 2008 파리 클라마르 작은 동그라미 도서관 '한국의 그림책' 특별전 기획
- 2012 “시대를 읽는 또 하나의 시선 - 추억의 그 잡지”전 전시 총괄 구상과 디렉션([8]국립중앙도서관,[9]파주출판도시문화재단)
- 2015 어린이와 함께하는 특별 체험전, “이응노, 평화의 몸짓-하나에서 만까지” ([10]이응노미술)
- 2020 ‘[11]어린이 책 속 예술나라’, 색깔과 모양으로 상상하기, 어린이 아틀리에 공간 기획 ([12]전남도립미술관)
- 2023 ‘그림책, 어제와 오늘의 예술’, 프랑스 메모 출판사 특별전 기획, ([13]순천그림책도서관)

## 참고 자료
- 작가연구자료집 2018, KBBY국제아동청소년도서협의회